# 18 Leonis Minoris
18 Leonis Minoris är en gulvit stjärna i stjärnbilden Lejonet. Trots sin Flamsteed-beteckning tillhör den inte Lilla lejonets stjärnbild. Den ligger på gränsen mellan stjärnbilderna och fick byta tillhörighet vid översynen av gränser mellan stjärnbilderna år 1930 och benämns efter bytet av stjärnbild ofta med sin HD-beteckning, HD 86012.
18 Leonis Minoris har visuell magnitud +6,40 och kräver fältkikare för att kunna observeras. Den befinner sig på ett avstånd av ungefär 160 ljusår.